# 더블 해피니스
《더블 해피니스》(Double Happiness)는 캐나다에서 제작된 미나 섬 감독의 1994년 영화이다. 캐나다 국립영화위원회에 의해 공동 제작되었다. 산드라 오 등이 주연으로 출연하였고 스티븐 헤그예스 등이 제작에 참여하였다.

## 출연

### 주연
- 산드라 오
- 칼럼 키스 레니
- 스티븐 창
- 앨런나 옹

### 조연
- 레슬리 이웬

## 기타
- 미술: 마이클 비욘손
- 의상: 신시아 앤 섬머스